# Чех, Ласло
Ла́сло Чех-младший (венг. Cseh László, род. 3 декабря 1985 года, Халастелек) — венгерский пловец, шестикратный призёр Олимпийских игр, двукратный чемпион мира, 32-кратный чемпион Европы в 2003—2016 годах, трёхкратный чемпион Универсиады 2011 года, 150-кратный чемпион Венгрии. Специализируется в комплексном плавании на дистанции 200 и 400 метров, плавании баттерфляем, на спине и вольным стилем. Экс-рекордсмен мира на дистанциях 200 и 400 метров комплексным плаванием в 25-метровых бассейнах, многократный рекордсмен Европы и Венгрии на длинной и короткой воде.
Сын венгерского пловца Ласло Чеха-старшего (род. 1952), участника Олимпийских игр 1968 и 1972 годов.

## Спортивные достижения
Один из самых титулованных пловцов в истории чемпионатов Европы: на длинной воде Чех выиграл 21 награду, 13 из которых золотые, а в 25-метровых бассейнах на счету венгра 25 медалей, в том числе 19 золотых. При этом в 50-метровых бассейнах Ласло выигрывал как минимум две медали и как минимум одно золото на семи чемпионатах Европы подряд (2004, 2006, 2008, 2010, 2012, 2014 и 2016).
На чемпионатах мира и Олимпийских играх Чеху несколько лет подряд приходилось соревноваться в комплексном плавании и баттерфляе с выдающимся американцем 23-кратным олимпийским чемпионом Майклом Фелпсом. В результате на Олимпийских играх Чех выиграл в сумме шесть медалей в 2004, 2008, 2012 и 2016 годах, но ни одного золота (именно Фелпс опередил Чеха на всех трёх дистанциях на Играх 2008 года, когда венгр завоевал три серебра, а в 2016 году на 100-метровке баттерфляем Чех разделил серебро с Фелпсом, уступив Скулингу), а на чемпионатах мира венгр лишь дважды выигрывал золото — в 2005 году на дистанции 400 метров комплексным плаванием и спустя 10 лет на дистанции 200 метров баттерфляем. Серебряных и бронзовых наград чемпионатов мира (на длинной и короткой воде) на счету венгра более 10. При этом с семи чемпионатов мира подряд (2003—2015) Чех не уезжал без медалей.
Лучший спортсмен Венгрии 2006 и 2015 годов, лучший пловец Европы 2005 и 2006 годов.

## Ласло Чех на летних Олимпийских играх
Зелёным выделены участия в финальных заплывах
| Дистанция                        | 2004 | 2008 | 2012 | 2016 | 2020 |
| -------------------------------- | ---- | ---- | ---- | ---- | ---- |
| 100 метров на спине              | 6    | —    | —    | —    | —    |
| 200 метров комплекс              | 4    | 2    | 3    | —    | 7    |
| 400 метров комплекс              | 3    | 2    | 9    | —    | —    |
| 100 метров баттерфляем           | —    | —    | —    | 2    | —    |
| 200 метров баттерфляем           | —    | 2    | 12   | 7    | —    |
| Эстафета 4×200 м вольным стилем  | —    | —    | 8    | —    | —    |
| Комбинированная эстафета 4×100 м | 7    | —    | 5    | —    | —    |

## Государственные награды
- 2004 — Золотой крест венгерского креста Заслуг
- 2008 — Офицерский крест венгерского ордена Заслуг
- 2012 — Командорский крест венгерского ордена Заслуг
- 2016 — Командорский крест со звездой венгерского ордена Заслуг